# Szergej Alekszandrovics Kirgyapkin
Szergej Alekszandrovics Kirgyapkin (oroszul: Сергей Александрович Кирдяпкин; Inszar, Mordvinföld, 1980. június 18. –) olimpiai és világbajnok orosz atléta, gyalogló.
2005-ben a helsinki világbajnokságon új egyéni csúcsot felállítva nyerte meg az 50 kilométeres gyaloglás versenyszámát. 2009-ben Berlinben második alkalommal lett aranyérmes, miután 3:38:35-ös idővel teljesítette a távot a norvég Trond Nymark, valamint a korábbi világbajnok spanyol Jesús Ángel García előtt.

## Egyéni legjobbjai
- 20 km gyaloglás – 1:23:24
- 30 km gyaloglás – 2:05:06
- 35 km gyaloglás – 2:26:31
- 50 km gyaloglás – 3:38:08